# Alchimie de la douleur
 (juin 2022).
Si vous disposez d'ouvrages ou d'articles de référence ou si vous connaissez des sites web de qualité traitant du thème abordé ici, merci de compléter l'article en donnant les références utiles à sa vérifiabilité et en les liant à la section « Notes et références ».
Alchimie de la douleur est le quatre-vingt-unième poème de Spleen et Idéal dans la deuxième édition (1861) des Fleurs du Mal. Il est écrit sous la forme d'un sonnet organisé en octosyllabe.
Ce poème appartient à la section Spleen et Idéal.
Le terme "Hermès" se réfère à Hermès Trismégiste, un Dieu de l'écriture et du savoir qui serait le fondateur de l'alchimie.
Le terme "Midas" se réfère au personnage de la mythologie Midas qui aurait reçu de Dionysos le don (ou la malédiction) de changer tout ce qu'il touchait en or. Le rendant incapable de boire ou de manger.

## Analyse
Dans ce poème, Baudelaire défend que le pouvoir de l’alchimiste est une malédiction, surtout lorsque le poète devient en proie à la tristesse : « (...) Je change l’or en fer / Et le paradis en enfer ». Le principe d'alchimie, qui est de changer la boue en or, est alors inversée, car de l'or, Baudelaire prétends faire de la boue. Ce principe de boue et d'or provient des dernières lignes du Projet inachevé d'un épilogue pour l'édition de 1861, dans le recueil Les Fleurs du Mal  : « Car j’ai de chaque chose extrait la quintessence : / Tu m’as donné ta boue et j’en ai fait de l’or. » ; le but est de réinventer la beauté, de ne plus se concentrer sur le Beau classique, ainsi le laid, le difforme, le sale apparaissent comme de nouvelles formes de beauté. Cependant, même si sa tristesse lui fait voir des choses sombres, il parvient paradoxalement à transfigurer la douleur. La douleur est donc fertile car elle est une source d’inspiration pour le poète.  
Alfred de Musset, un autre poète du 19e siècle, défend dans La nuit de mai que les plus beaux poèmes naissent de la douleur :
« Les plus désespérés sont les chants les plus beaux,

Et j’en sais d’immortels qui sont de purs sanglots »